# گوزن فریادکش گونگشان
آهوی فریادکش گونگشان (نام علمی: Muntiacus gongshanensis) نام یک گونه از سرده آهوی فریادکش است.